# Льодовий відблиск

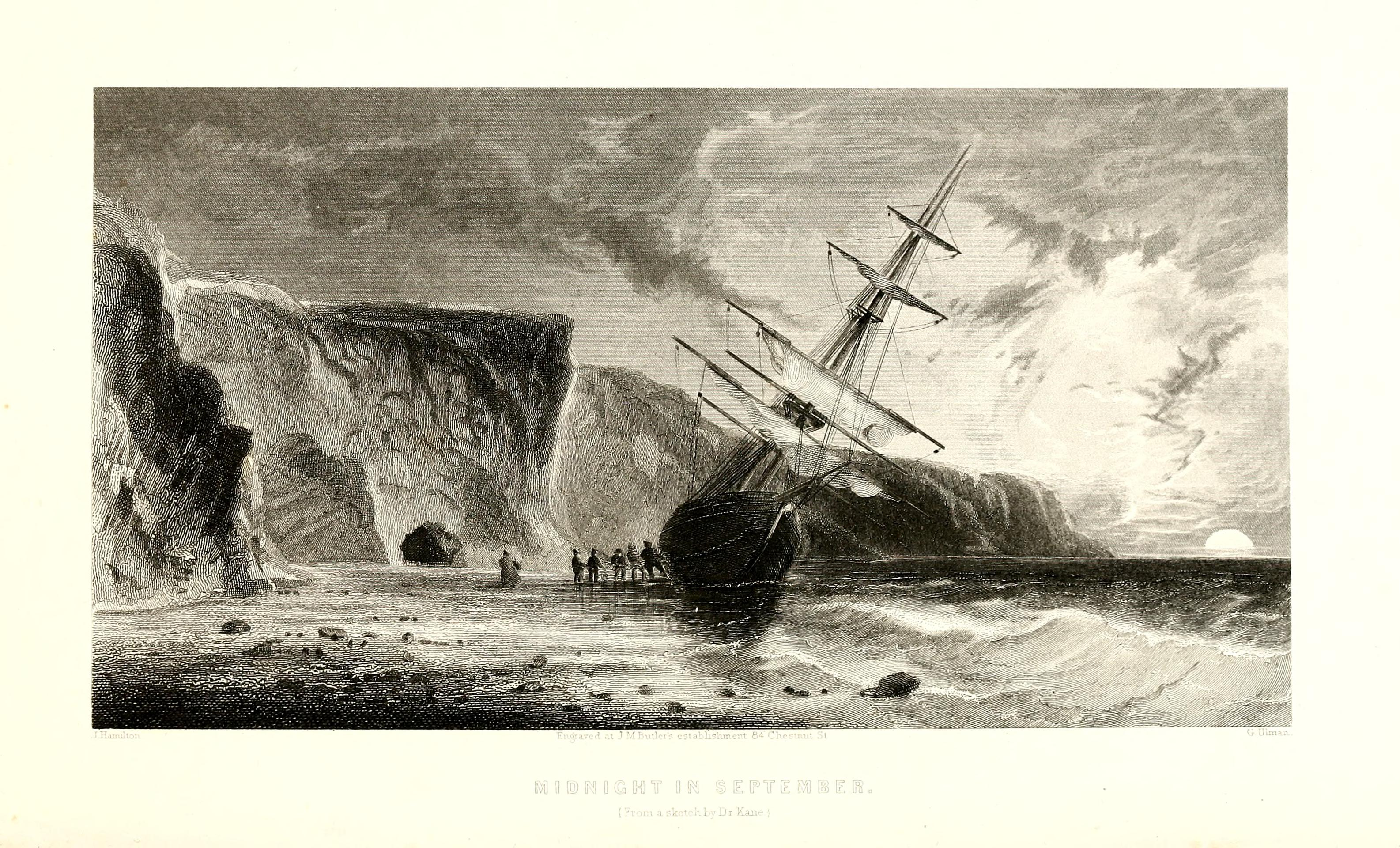
Замальовка льодового відблиску, створеного місячним світлом

Льодовий відблиск або льодове небо — атмосферне оптичне явище, яке нерідко спостерігається в полярних широтах і є ознакою наявності суцільних крижаних мас за лінією горизонту.
Льодовий відблиск схожий на жовте або біле сяйво, добре видиме на тлі низької хмарності. Його поява викликана віддзеркаленням світла від материкового крижаного щита або дрейфуючих льодів, які можуть розташовуватися поза прямою видимістю спостерігача. Завдяки сильній відбивній здатності крижаної поверхні, його розташування по висоті може досягати 15 °. Особливо легко помітити льодовий відблиск тоді, коли весь небосхил затягнутий щільним хмарним покровом. У судноводінні цей оптичний ефект вважають надійним провісником присутності крижаних полів та великих айсбергів.